# Bremer Woll-Kämmerei AG
Akciová společnost Bremer Woll-Kämmerei AG (BWK) byla ve 20. století významný německý podnik ve vlnařském průmyslu.
Firmu se sídlem v Brémách-Blumenthalu založilo v roce 1883 konzorcium tři brémských konzulů a tří obchodníků. Zabývala se výrobou a prodejem polotovarů pro přádelny česané vlny. Hlavním, téměř jediným druhem výrobků byly tzv. česance z ovčí vlny, původní sortiment byl asi od roku 1930 rozšířen o posukované prameny z vlnařských typů chemických vláken. V 90. letech BWK vlastnila nebo se podílela na několika firmách, které obchodovaly s vlnou. (Obchod s vlnou se s té době podílel na celkovém obchodním obratu asi 1/3).

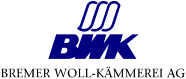

## Výrobní technologie

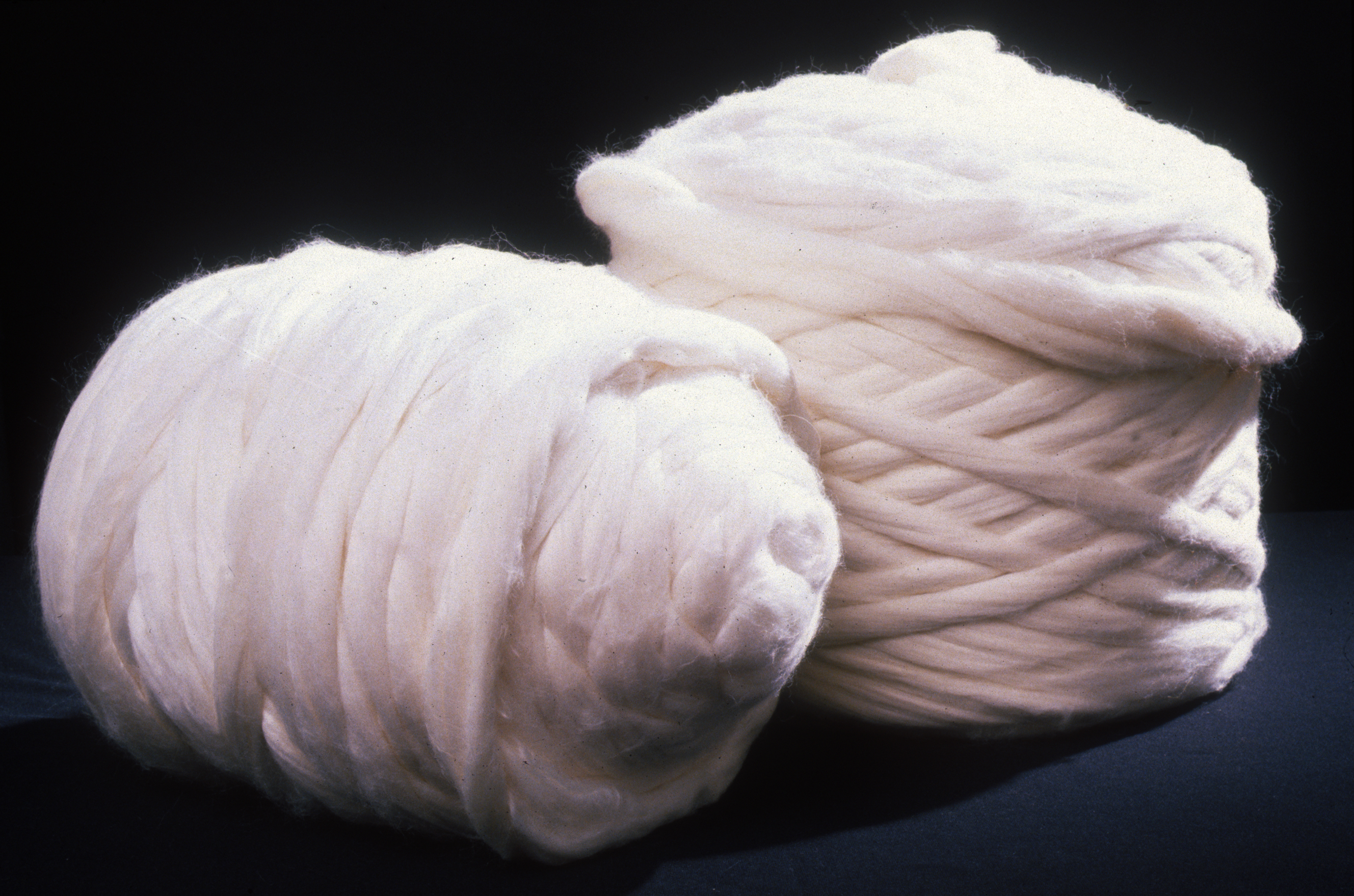
Bumpy z česance australské vlny

Česance se vyráběly z jemných australských a novozélandských vln. V asi 10 operacích se ze surové vlny (praním, mykáním, česáním atd.) vytvořil pramen vláken svinutý do stůčky tzv. bump (česky také: rančík) – viz snímek.
Při česání se vylučuje asi 10 % krátkých vláken jako výčesky, které se používají nejčastěji jako surovina k výrobě plsti.
Pramen z chemických materiálů se vyráběl (v samostatném závodě) ze syntetických a viskózových vláken o délce cca 60- 150 mm. Jako surovina se používala u viskózy většinou stříž patřičných rozměrů, vlákenný materiál se jen rozvolnil, mísil a posukoval. Polyesterová a polyakrylová vlákna se dodávala zpravidla jako filament, který se na firemních konvertorech řezal nebo trhal na potřebnou délku. Výsledný pramen se všeobecně nazýval česanec (ačkoliv byl vyroben bez česání, jen posukováním).

## Rozsah podnikatelské činnosti
Základní kapitál obnášel 2,25 milionu říšských marek, továrna byla postavena na celkové ploše 55 hektarů.
Investice přinášela vysoké zisky. V prvních letech byla vyplácena dividenda až 25 % (později 8-16%). Výroba začala se 150 zaměstnanci, do roku 1896 se zvýšil stav personálu na 2000 a v roce 1930 na 3300. Počet obyvatel Blumenthalu se zvýšil z 1300 v roce 1880 na 43 tisíce v roce 1925. Firma nechala v té době postavit obytné domy pro své zaměstnance na pozemcích s celkovou plochou 5 hektarů.
V 50. letech 20. století se počet zaměstnanců zvýšil až na 5000, ve 2. polovině století se BWK řadila k největším výrobcům vlněných česanců na světě.
V roce 1971 se zvýšila kapacita výroby česanců na 33 tisíc tun a v roce 1972 přineslo nové zařízení zvýšení kapacity praní vlny až na 70 tisíc ročních tun.
V 90. letech se zvýšil základní kapitál ze 22 na 72 miliony DM. V roce 1994 postavila BWK novou česárnu vlny v australském Geelongu s kapacitou 7500 tun (130 zaměstnanců).
V roce 1997 dosáhl obchodní obrat absolutní maximum 773 milionů DM (Z toho 528 milionů z výroby česanců a 245 milionů v obchodě s vlnou. Údaje o podílu výroby umělovlákenných pramenů nebyly nikdy publikovány). Výroba česanců ve stejném roce byla udávána s 49,5 tisíci tunami, což bylo 11 % z celosvětové produkce.

### Vývoj v 21. století
Asi od poslední třetiny 20. století stagnovala resp. ubývala celosvětová spotřeba vlny (např. od roku 1995 do roku 2010 se snížila z 1,5 milionu na 1,1 milionu tun). Tato skutečnost, nastupující globalizace a některá chybná rozhodnutí managementu způsobovaly soustavné zhoršování rentability přes důslednou racionalizaci výroby (např. celkový počet zaměstnanců se snížil na cca 1200). V roce 2000 převzala australská firma Elders asi 23 % akcií a v roce 2004 se stala s 41 % největším akcionářem Bremer Woll-Kämmerei. Situace se však dále zhoršovala. Firma prodala 22 hektarů pozemků v Blumenthalu městu Brémy a ukončila všechny zahraniční podnikatelské aktivity. Poslední zoufalý pokus byla smlouva o joint venture na nové česárně vlny v čínském Longkou. K realizaci projektu v roce 2007 však už nedošlo, protože v roce 2008 musela BWK ohlásit konkurz.

## Situace po konkurzu BWK
Areál bývalé BWK byl upraven za 28 milionů € (z toho 23 milionů od EU) tak, aby se na něm mohly usídlit nové podnikatelské objekty. Do roku 2017 tam začalo provozovat živnost 14 firem, které zaměstnávají celkem 240 lidí.
Mezi ně patří také dva podniky vzniklé z bývalé BWK:
Bremer Wollhandelskontor GmbH z oddělení prodeje BWK
BWK Chmiefaser GmbH, který vznikl v roce 2005 jako mangement buy-out. Vyrábí prameny z dlouhovlákenných chemických materiálů, v období 2009/2010 dosáhl s 53 zaměstnanci obchodního obratu 20 milionů €.

## Chráněné stavební památky v areálu bývalé BWK

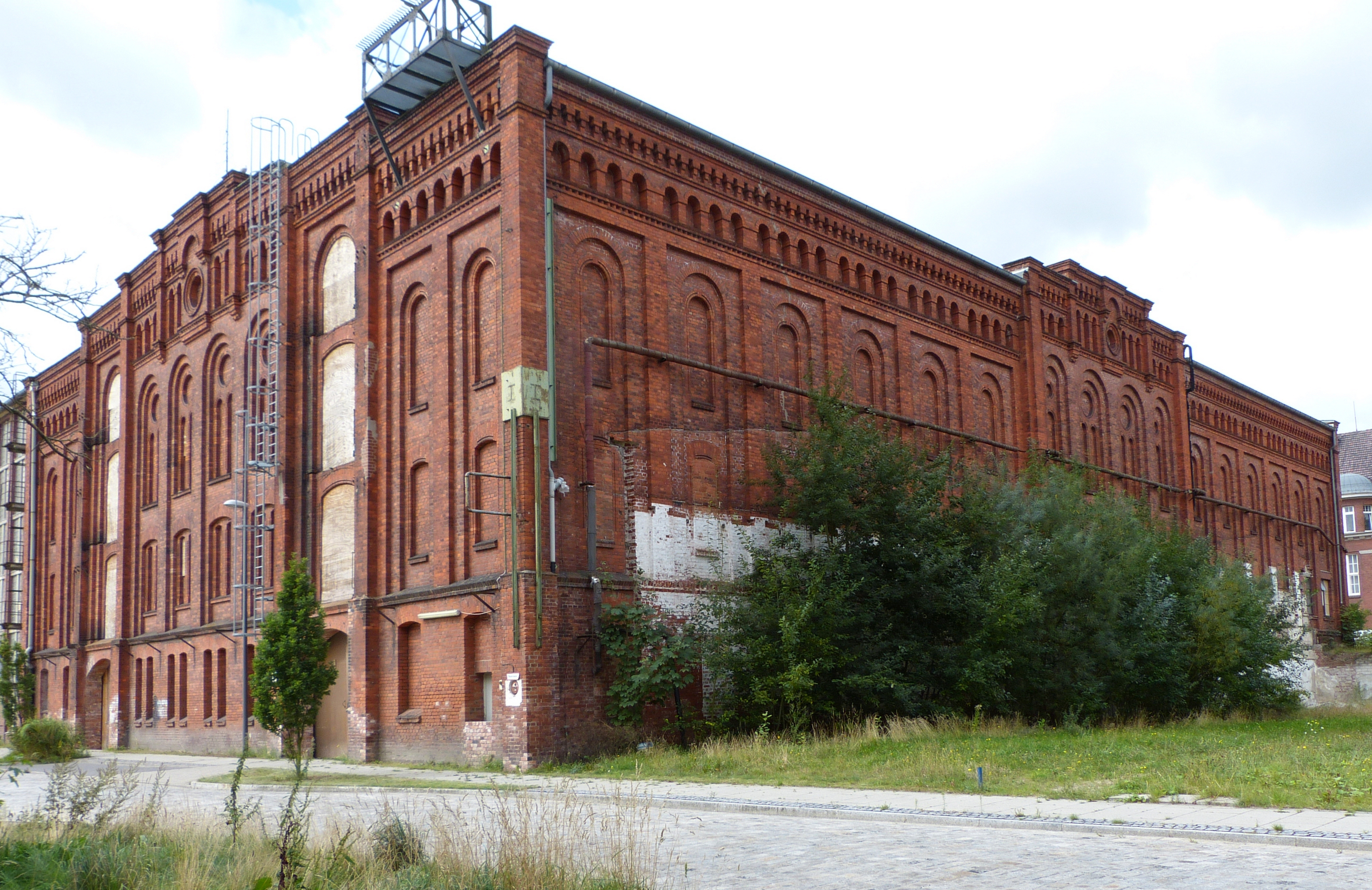
Sklad hotových česanců (1895)
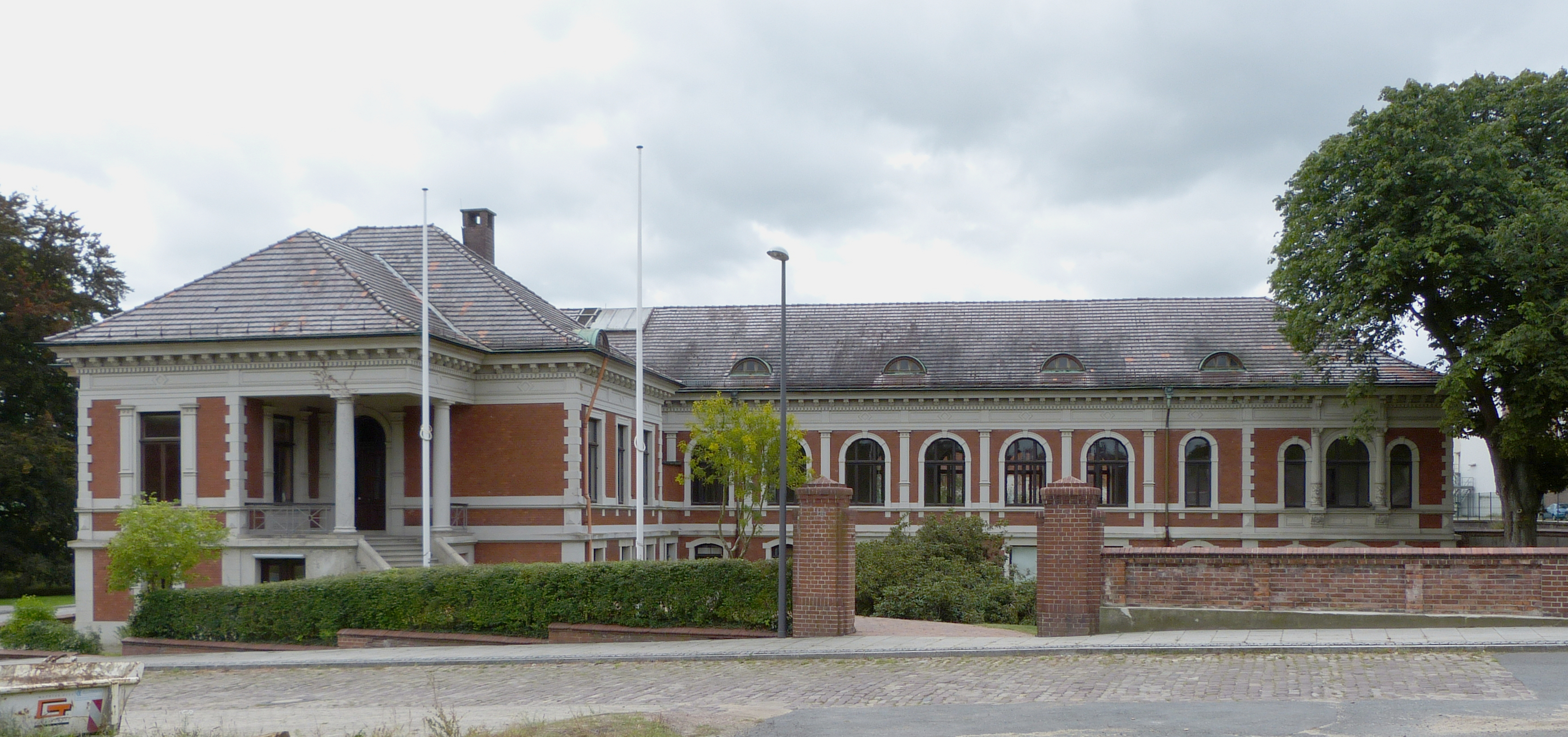
Obchodní ředitelství (1897)
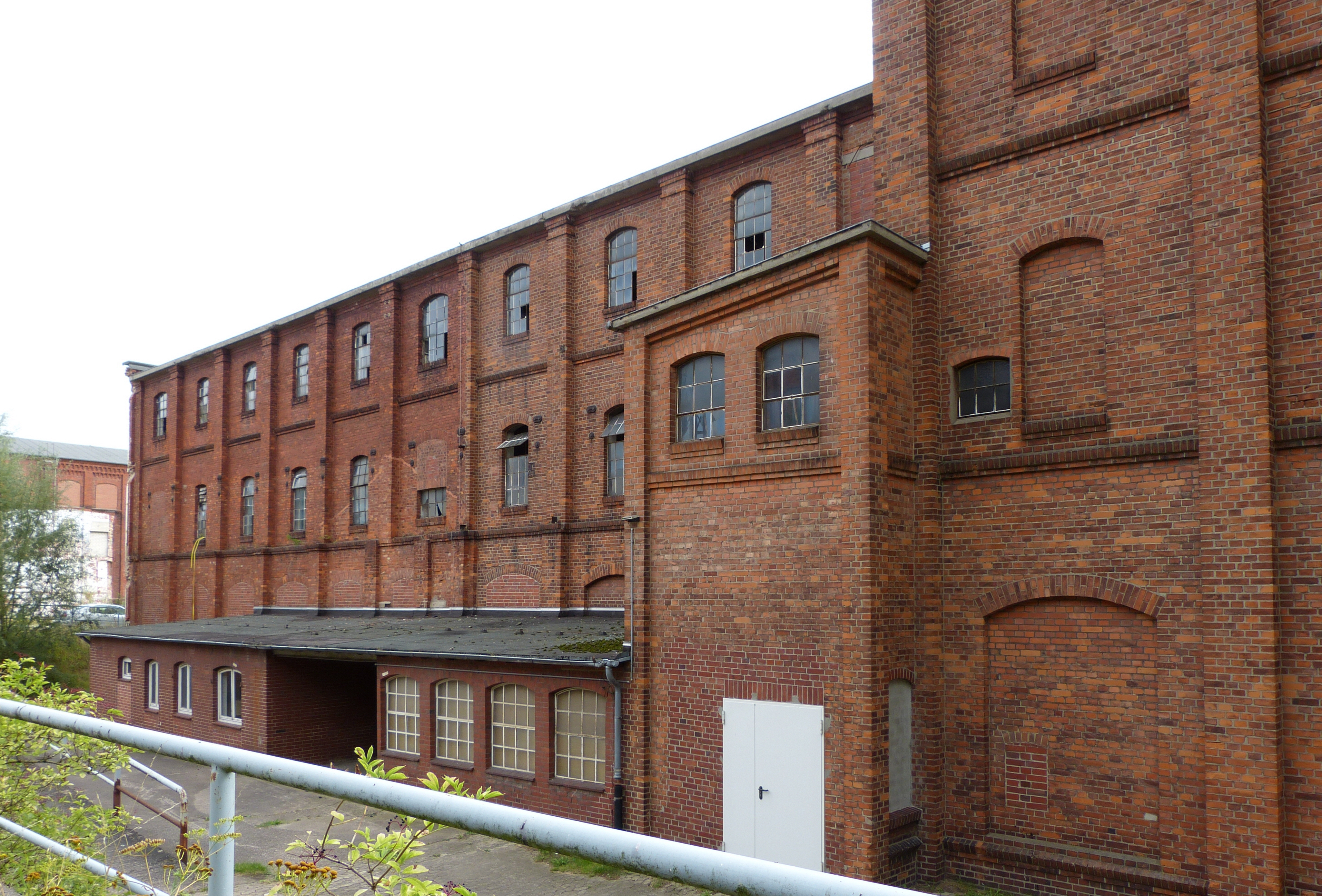
Prádelna vlny (1910)
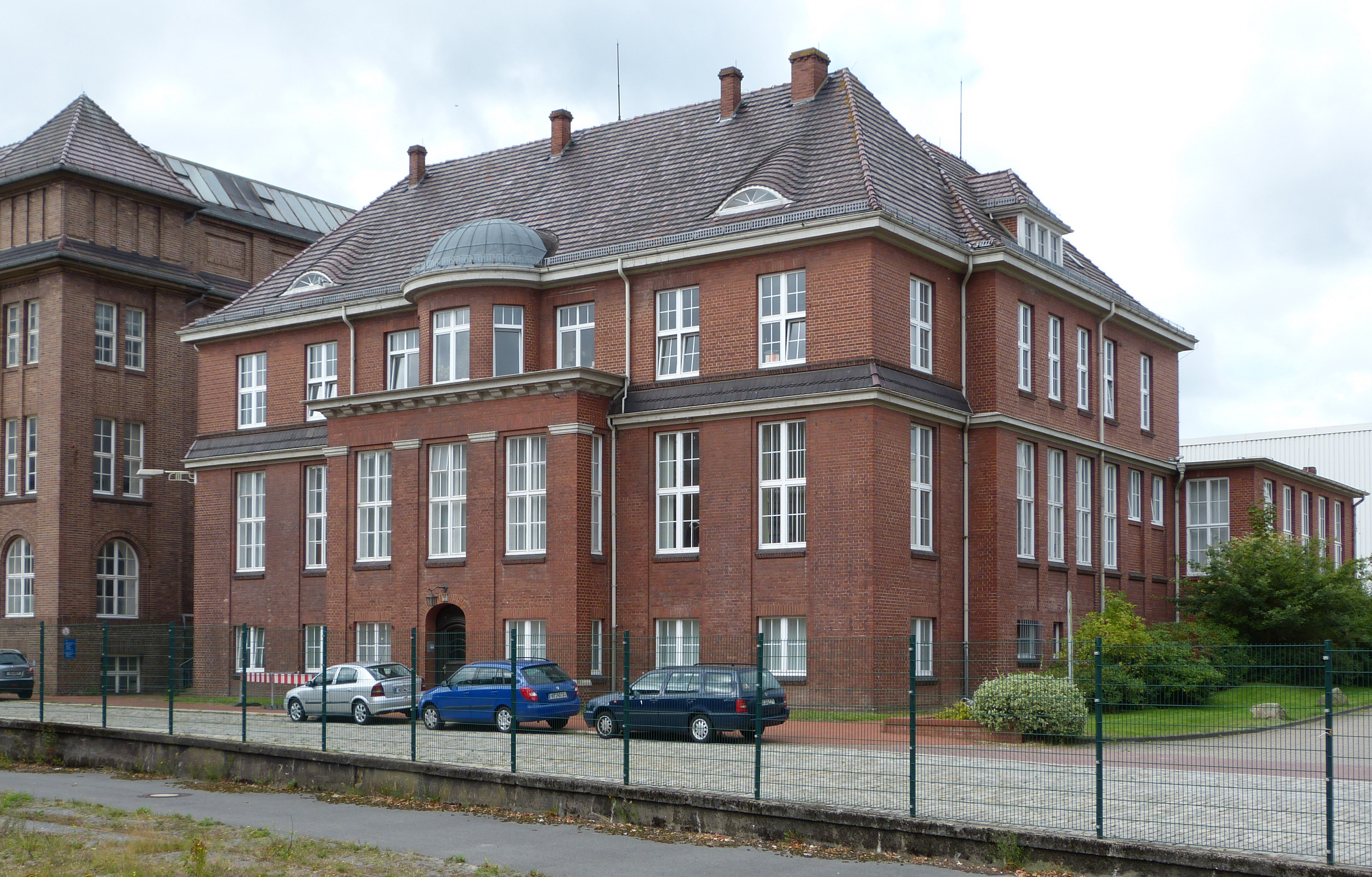
Ředitelství výroby (1913)
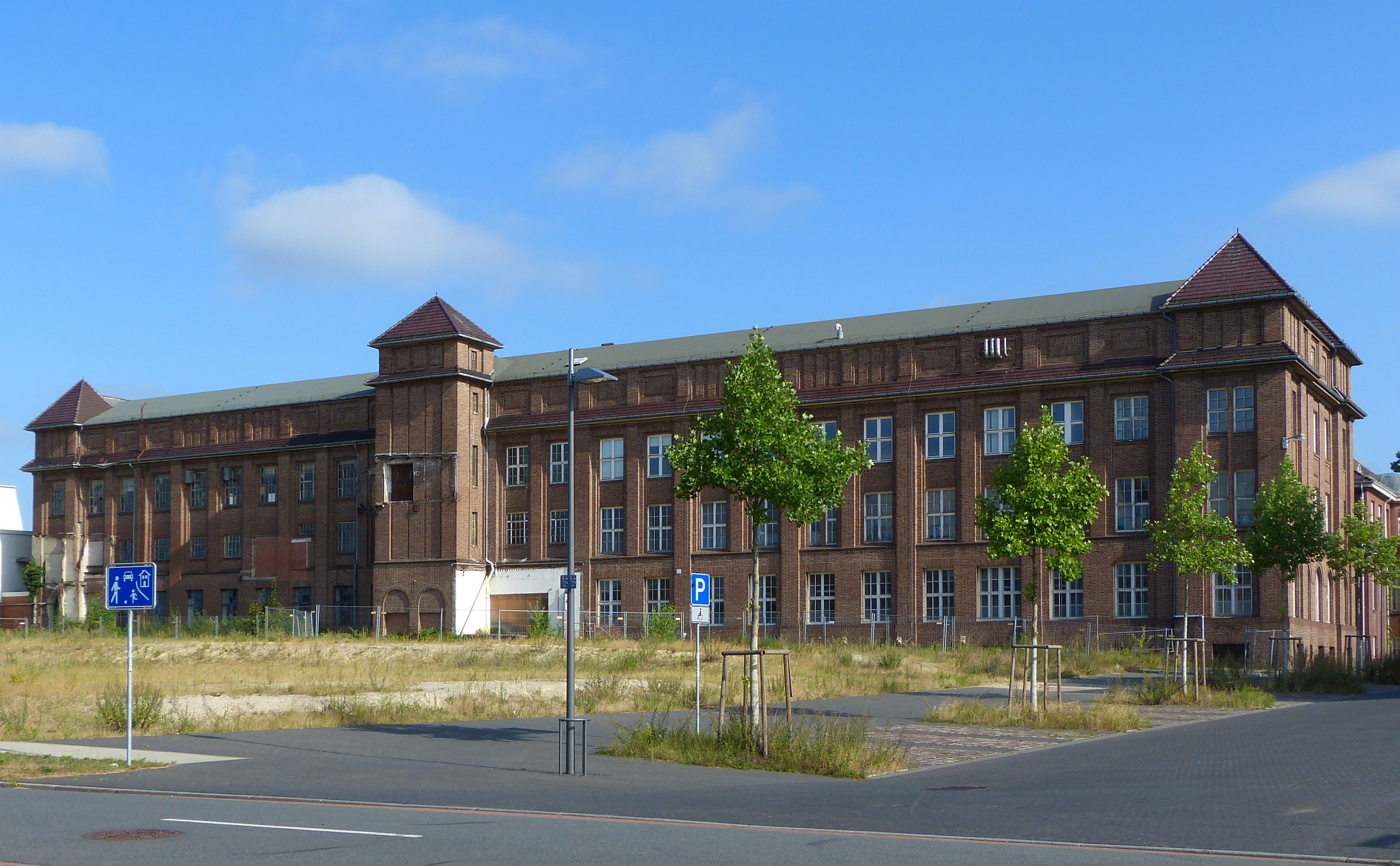
Třídírna vlny (1915)
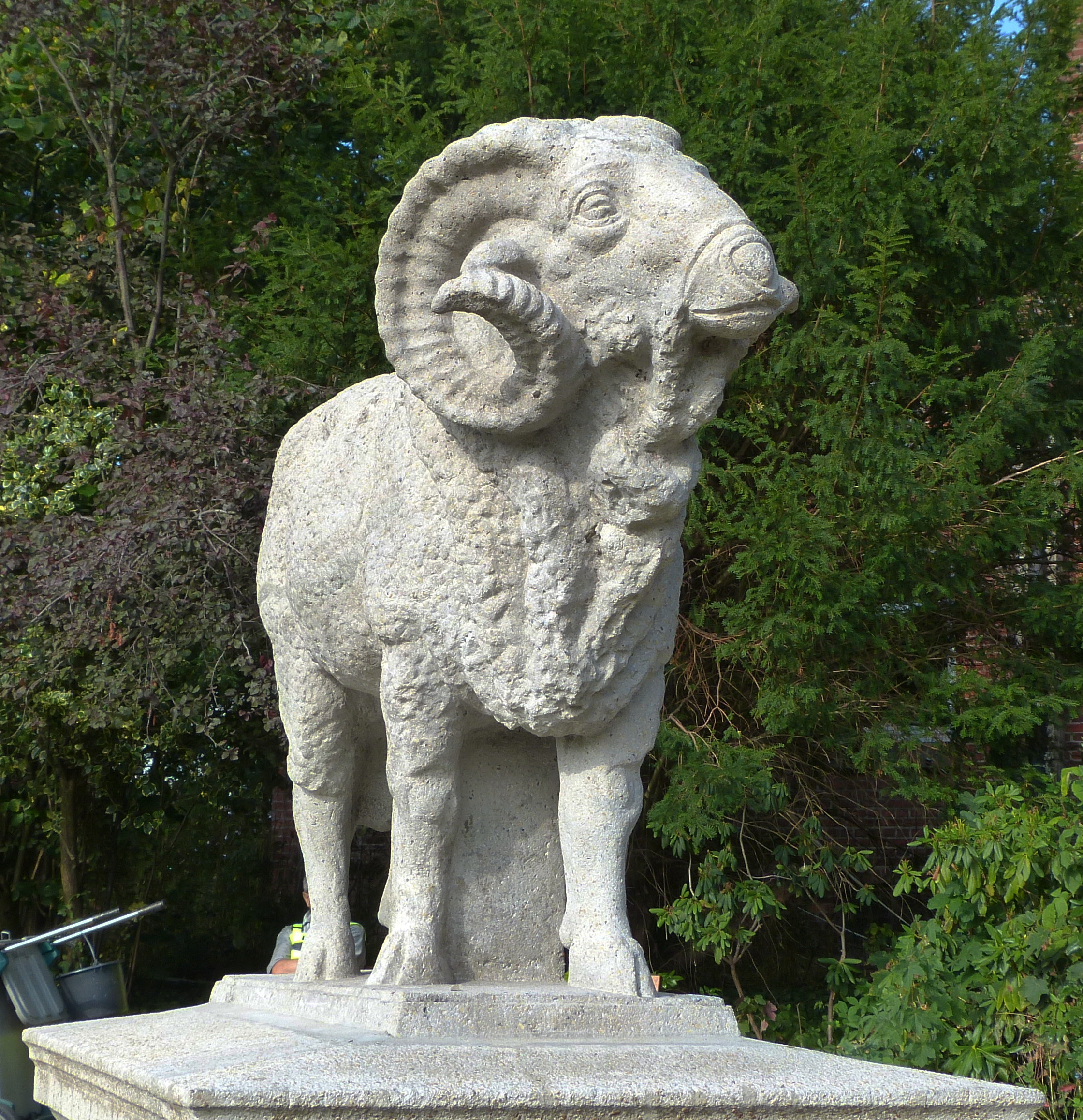
Beran „Sir Charles“, betonový odlitek věnovaný k 50. výročí založení BWK (v parku na bývalém firemním pozemku)